# Stow (Ohio)
Stow è una città degli Stati Uniti d'America, situata nello Stato dell'Ohio, nella contea di Summit. La località fa parte dell'area metropolitana di Akron.